# Strategic Defense Initiative

Logo der Strategic Defense Initiative

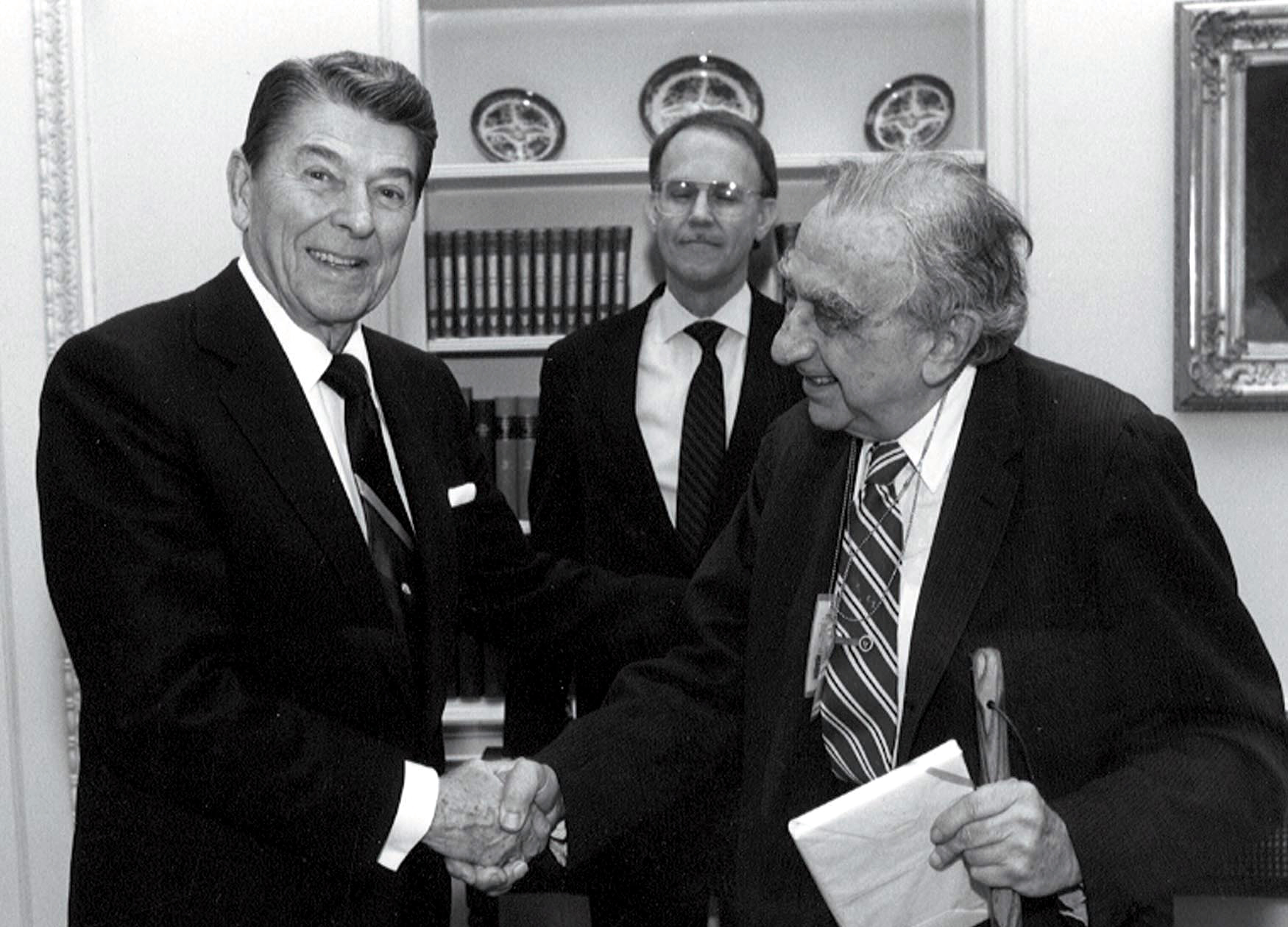
Edward Teller (rechts, mit Ronald Reagan), der Vater der Wasserstoffbombe, war einer der Erfinder und stärksten Befürworter des SDI-Programms

Die Strategic Defense Initiative (SDI, deutsch Strategische Verteidigungsinitiative) ist eine von US-Präsident Ronald Reagan in einer angespannten Phase des Kalten Krieges gegen die Sowjetunion ins Leben gerufene und am 23. März 1983 offiziell angeordnete Initiative zum Aufbau eines Abwehrschirms gegen Interkontinentalraketen. Eine alternative Bezeichnung des Programms ist – in Anlehnung an den Science-Fiction-Film Krieg der Sterne (Originaltitel: Star Wars) – Star Wars. Das seit den 1990er Jahren, also seit dem Ende des Kalten Krieges, unterbrochene Programm wurde von der Regierung Clinton unter neuem Namen als National Missile Defense (NMD) wieder aufgegriffen und unter Bush jr. fortgeführt.

## Umfang
Zu SDI gehörten eine Reihe umfangreicher Forschungs- und Entwicklungs-Projekte. SDI sah die Errichtung eines Gürtels moderner land-, see-, luft- und weltraumgestützter Waffensysteme vor, die sowjetische Interkontinentalraketen abfangen sollten. Die Initiative wurde in der Öffentlichkeit auch „Star-Wars-Programm“ genannt.
Vorgesehen waren u. a. die Entwicklung von Röntgenlasern (Project Excalibur, Excalibur Plus und Super Excalibur), endphasengesteuerten Kinetischen Projektil-Waffen (Project Brilliant Pebbles) und Railguns (Project Jedi). Bis 1988 investierte die US-Regierung rund 29 Milliarden US-Dollar in das Vorhaben. Als zu diesem Zeitpunkt die Ergebnisse weit hinter den Erwartungen zurückblieben, strich das US-Parlament die Finanzmittel deutlich zusammen. Dies führte auch zu einer Krise im Bereich der Künstliche-Intelligenz-Forschung, da viele Projekte im Zusammenhang mit SDI im Rahmen der parallel angelaufenen Strategic Computing Initiative durch die DARPA finanziert wurden. Der sogenannte KI-Winter folgte, der auch das Ende der Lisp-Maschinen einläutete.
Tatsächlich stand der am Lawrence Livermore National Laboratory entwickelte Röntgenlaser lange Zeit im Zentrum des Interesses; seine spekulativen Fähigkeiten stellten nach Ansicht einiger Beobachter sogar eine der ursächlichen Motivationen des gesamten Projekts dar. Bei diesem von Edward Teller propagierten und im Wesentlichen auf Theorien von Peter Hagelstein und George Chapline Jr. basierenden Konzept sollten die bei der Detonation einer Wasserstoffbombe außerhalb der Erdatmosphäre entstehenden Röntgenstrahlen in zahlreichen unabhängig voneinander ausgerichteten Laserresonatoren verstärkt, fokussiert und auf feindliche Raketen kurz nach dem Start gerichtet werden, in deren Struktur die Strahlen dann zur Zerstörung führende Schockwellen verursachen sollten. Experimentell untersucht wurde dieses Konzept im Rahmen von unterirdischen Kernwaffentests auf der Nevada Test Site in den Jahren 1979–1986. Ultimativ konnte aber kein Nachweis über die tatsächliche Funktionstüchtigkeit erbracht werden, sodass dieses Konzept 1987 aufgegeben wurde.
Stattdessen rückte ab 1989 wiederum das „Brilliant Pebbles“-Konzept in den Fokus. Hierbei sollten Satelliten zu Tausenden im Erdorbit platziert werden, im Falle eines Angriffs autonom einen Abfangkurs auf feindliche Raketen und Sprengköpfe einschlagen und die Ziele schließlich durch Kollisionen zerstören. Dieses Konzept überdauerte den Regierungswechsel von Ronald Reagan zu George H. W. Bush, wurde aber vor dem Hintergrund des Endes des Kalten Krieges unter dem Titel „Global Protection Against Limited Strikes“ (GPALS) vom Umfang her eingeschränkt. In den Jahren 1990–1992 fanden mehrere Testeinsätze statt, die allerdings keine befriedigenden Ergebnisse lieferten. Mit der von Bushs Nachfolger Bill Clinton eingerichteten Ballistic Missile Defense Organization, die wiederum bodengestützte Abfangraketen bevorzugte, endete allerdings auch dieses Projekt.
Obwohl die Strategic Defense Initiative heute insgesamt als Fehlschlag gilt, so gab es doch einige Entwicklungen hieraus, die Bestand hatten: Aus dem „Extended Range Interceptor“-Projekt zur Verteidigung auf kürzere Reichweite ging die PAC-3-Version der MIM-104 Patriot hervor. Die von Hughes Aircraft, Aerojet und McDonnell Douglas entwickelte „High Endoatmospheric Defense Interceptor“-Rakete (HEDI) wurde zur Grundlage des heutigen Ground-Based Interceptor-Systems. Auch der in der Boeing YAL-1 eingesetzte Laser sowie der Tactical High Energy Laser profitierten von Entwicklungen im Rahmen des SDI-Programms. Ebenso fanden viele Entwicklungen aus dem Bereich der Sensortechnik nachhaltige Verwendung.

## Politische Wirkungen

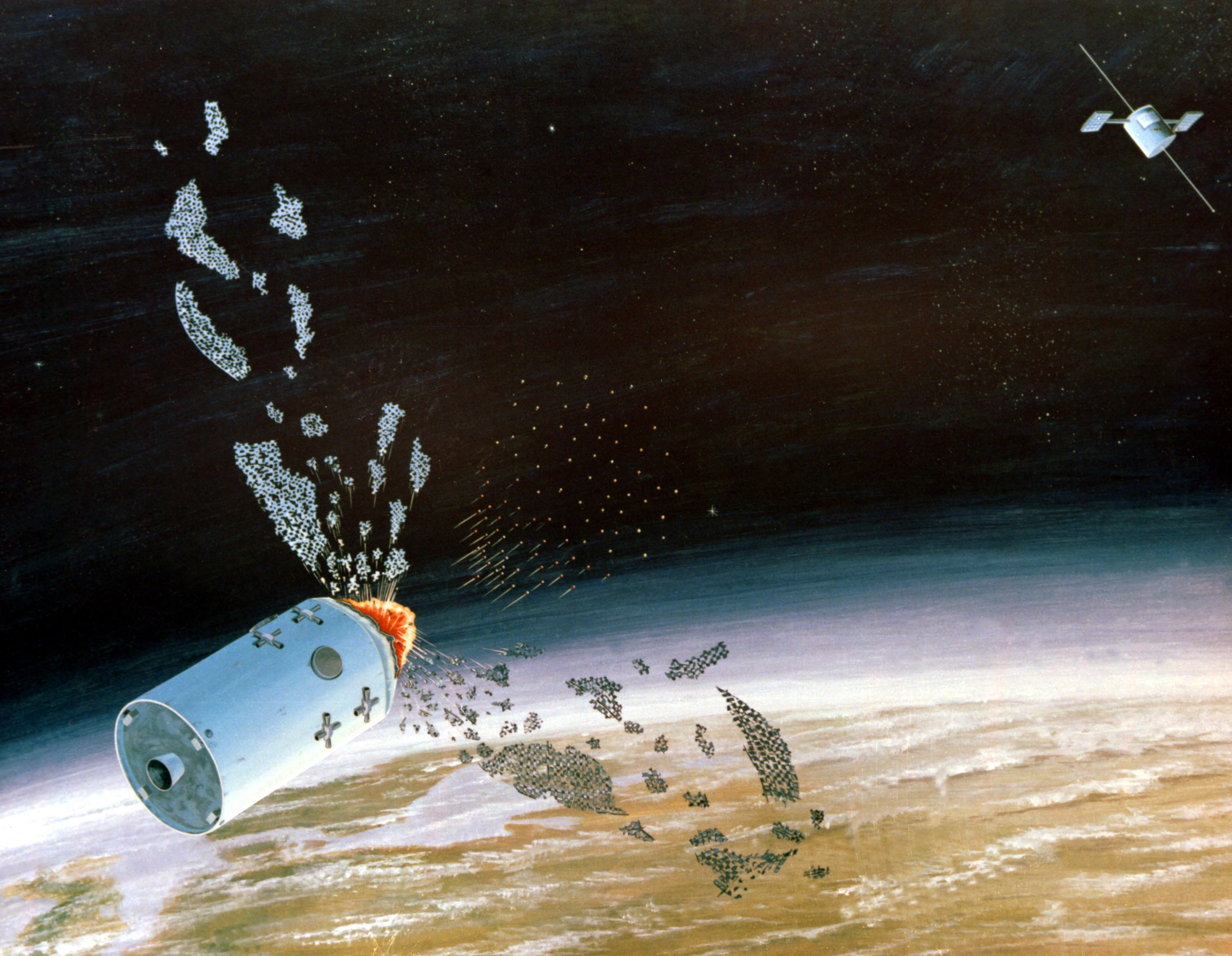
Zeichnung eines US-amerikanischen ASAT-Systems, 1983

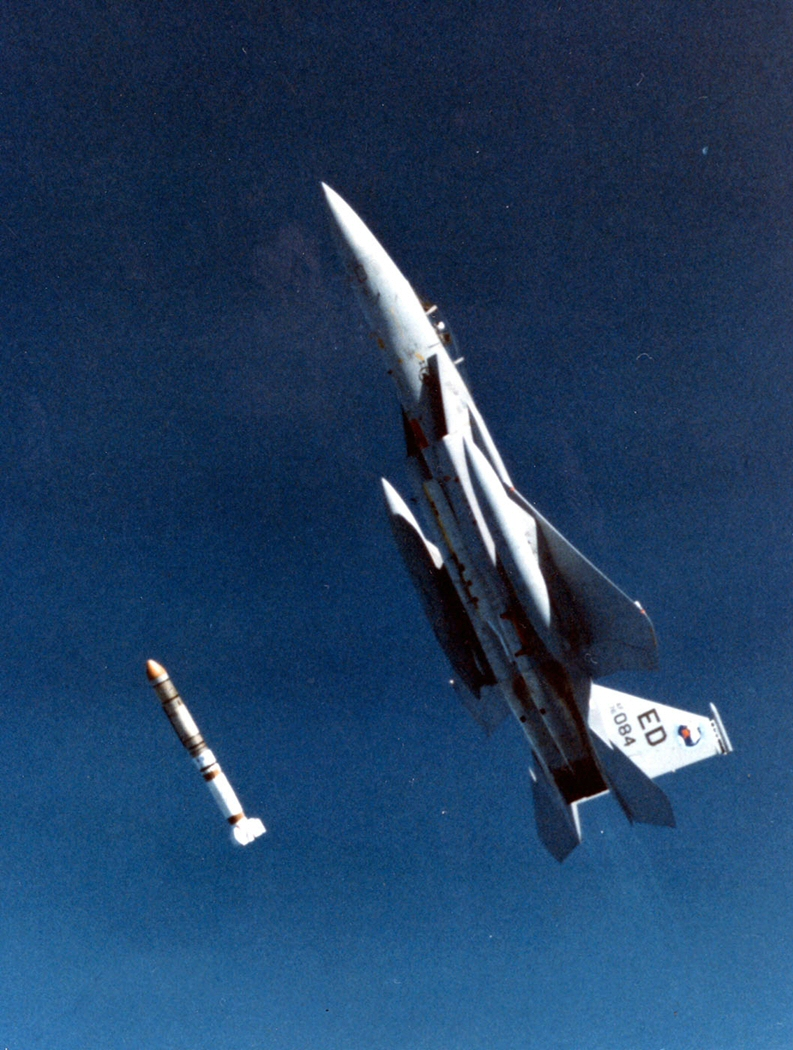
Im Rahmen von SDI entwickelte Antisatellitenrakete: Start einer Vought ASM-135 ASAT

Eine Reihe politischer Beobachter führten die Auflösung der Sowjetunion wesentlich auf SDI zurück, das der UdSSR ihren technischen und wirtschaftlichen Rückstand aufgezeigt habe. Demnach konnte die Sowjetunion ein Wettrüsten im Weltraum wirtschaftlich nicht mehr durchhalten. Die Mehrzahl der Experten führt das Ende der UdSSR jedoch auf den inneren politischen Prozess in der Sowjetunion zurück, der durch Michail Gorbatschow in Gang gesetzt wurde.
Die sowjetische Haltung gegenüber SDI im Zeitraum zwischen März 1983 und November 1985 zeigt deutlich, dass sie das Programm gleichzeitig als Gefahr und als Möglichkeit, die NATO zu schwächen, sahen. SDI wurde wahrscheinlich nicht nur als eine Bedrohung für die physische Sicherheit der Sowjetunion angesehen, sondern auch als Teil der Bemühungen der Vereinigten Staaten, die strategische Initiative in der Rüstungskontrolle durch die Neutralisierung der militärischen Komponente der sowjetischen Strategie zu ergreifen. Der Kreml maskierte jedoch seine wahren Sorgen und vertrat die Ansicht, dass weltraumgestützte Raketenabwehr den Atomkrieg unvermeidlich machen würde.
Eines der Hauptmotive der sowjetischen Strategie war die politische Trennung von Westeuropa und den Vereinigten Staaten. Als Teil dessen versuchte die UdSSR, in Europa vermeintliche Zweifel sowohl über das Potenzial von SDI als auch die Bedeutung für Europas Sicherheit und wirtschaftliche Interessen zu verstärken. Die sowjetische Neigung, in SDI eine Täuschung zu sehen, wurde weiterhin durch ihre Beurteilung der Intentionen und der technischen Möglichkeiten der USA verstärkt.
Auf einer Versammlung des National Press Club der Vereinigten Staaten im Jahre 1986 fasste der Astrophysiker Carl Sagan die Aussagen mehrerer sowjetischer Kommentatoren über das SDI-Programm zusammen. Demnach wäre dies gleichzusetzen mit der Provokation eines Wirtschaftskrieges durch ein erneutes Wettrüsten im Bereich der Verteidigungsmaßnahmen, um gezielt die sowjetische Wirtschaft durch unnötige Ausgaben zu schwächen. Eine andere, weniger stark akzeptierte Interpretation besagte, dass es Ziel der USA war, über SDI die Möglichkeit zum nuklearen Erstschlag zu erhalten, ohne Vergeltung durch die UdSSR fürchten zu müssen.
Kritiker des SDI-Programms wiesen darauf hin, dass es verschiedenen Verträgen zu Abrüstung und Rüstungsbeschränkung bzw. -kontrolle widerspreche, so unter anderem dem ABM-Vertrag von 1972, dem Vertrag über das Verbot von Kernwaffenversuchen in der Atmosphäre, im Weltraum und unter Wasser von 1963 sowie dem Weltraumvertrag von 1967. Mit dem Ende des Kalten Krieges wurde auch der strategische Nutzen zunehmend infrage gestellt.

## Ergebnisse
Trotz aller Anstrengungen und der Entwicklung neuer Waffen, die angeblich im Rahmen der SDI und der BMD (Ballistic Missile Defense, siehe unten) entwickelt wurden, gilt das Projekt heute in Kritikerkreisen als gescheitert, da die bisherigen Raketenabwehrtests wenig erfolgreich waren. Zudem wurden auch auf sowjetischer bzw. russischer Seite die Systeme weiterentwickelt (so die SS-27), sodass ein zuverlässiger Abschuss aller Sprengköpfe unwahrscheinlicher wird.

## Status
Unter Präsident Bill Clinton wurde 1993 SDI reduziert und 1994 in das Nachfolge-Programm Ballistic Missile Defense (BMD) überführt. Ab 2002 National Missile Defense (NMD, Nationale Raketenabwehr) genannt und organisatorisch zur Missile Defense Agency (MDA) zusammengefasst. Damit verbunden war die Abkehr von weltraumgestützten Energiewaffen und die Konzentration auf Anti-Raketen-Raketen. Das Projekt einer „Abwehr gegen einen begrenzten Angriff mit ballistischen Raketen“ wurde noch unter Bill Clinton 1999 per Gesetz beschlossen.
Es wurde von Präsident George W. Bush weiterverfolgt, der die Vereinigten Staaten von einem möglichen Raketenangriff bedroht sah. Als „Schurkenstaaten“ (rogue states), die solche Angriffe ausführen könnten, wurde u. a. Nordkorea genannt, bis zum Frühjahr 2003 auch der Irak. Weiterentwicklungen des Patriot-Flugabwehrraketen-Systems zur Abwehr ballistischer Kurz- und Mittelstreckenraketen wurden in dem THAAD-Projekt zusammengefasst und verliefen vielversprechend. Die Verteidigung gegen eine ganze Flotte von Interkontinentalraketen – und somit der vielbeschworene „Schutzschild“ – gilt jedoch vielen unabhängigen Wissenschaftlern weiterhin als technisch nicht möglich.
Präsident Donald Trump kündigte 2025 an, der von ihm geplante Raketenschild „Golden Dome“ werde vor Ende seiner Amtszeit fertiggestellt. Auch Kanada habe Interesse an einer Teilnahme geäußert.

## Die Bundesrepublik Deutschland und SDI 1986
Am 18. April 1985 gab Bundeskanzler Helmut Kohl (CDU) in einer Regierungserklärung die grundsätzliche Zustimmung zum US-amerikanischen Rüstungsforschungsprogramm SDI bekannt, machte aber eine bundesdeutsche Beteiligung von der Erfüllung bestimmter Bedingungen abhängig. Die SPD-Bundestagsfraktion hatte sich bereits am 2. April 1985 auf ein bedingungsloses „Nein“ zu SDI festgelegt.

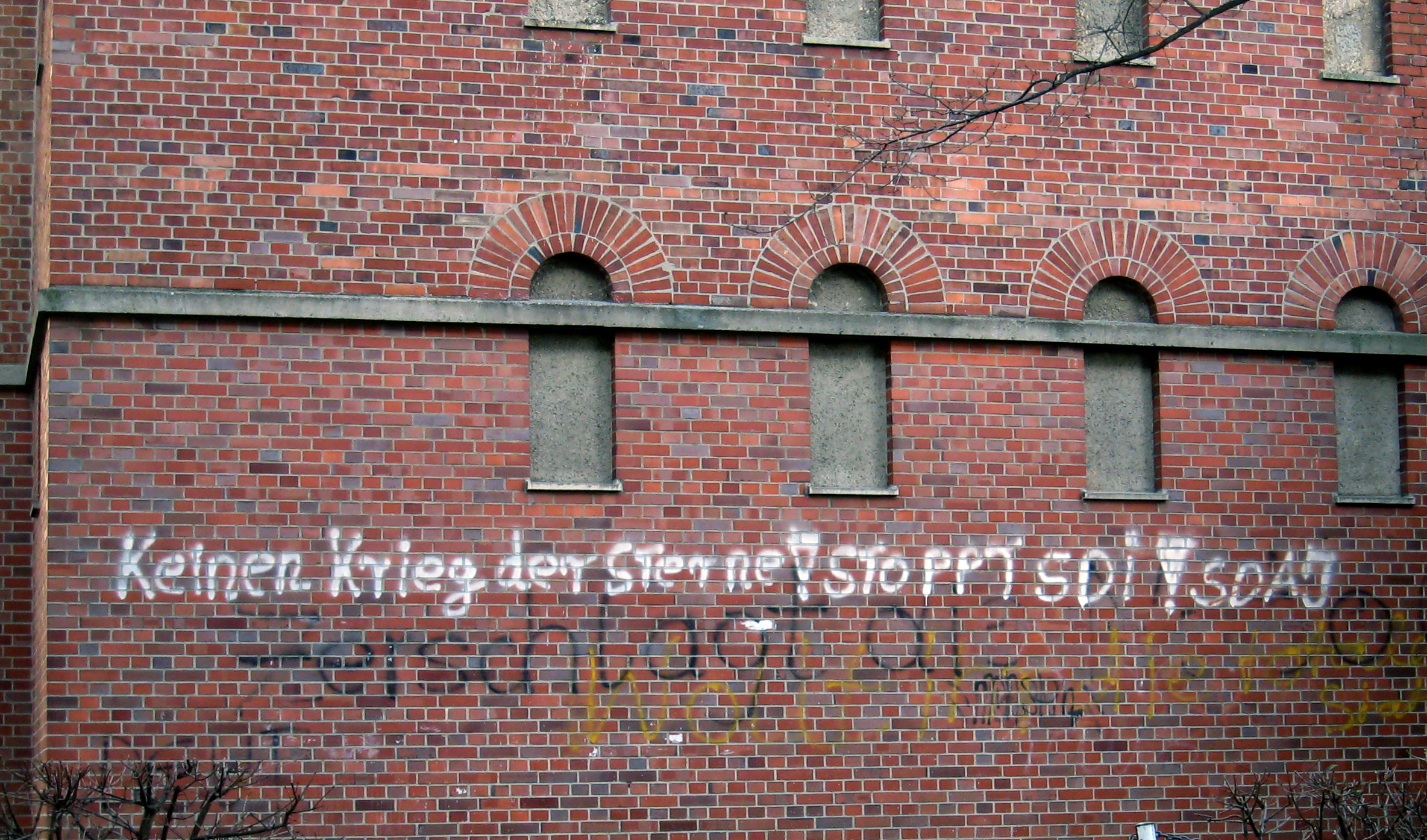
SDAJ-Protest: Graffito an einer westdeutschen Fassade

In einem offenen Brief an Bundeskanzler Helmut Kohl lehnten am 3. Juli 1985 über 350 bundesdeutsche Wissenschaftler ihre Mitarbeit am SDI-Programm ab, weil die Stationierung von Waffensystemen im Weltall die letzten Hoffnungen auf Abrüstung zunichtemachen würde.
Am 11. Januar 1986 reiste Bundeswirtschaftsminister Martin Bangemann (FDP) im Auftrag des Bundeskabinetts von Bundeskanzler Helmut Kohl in die USA, um dort Verhandlungen über einen Technologieaustausch sowie Bedingungen für eine Beteiligung deutscher Firmen und Institutionen an der SDI-Forschung aufzunehmen. Bangemann erklärte nach Abschluss der Verhandlungen, dass die Bundesregierung das SDI-Programm „politisch unterstütze“, jedoch nicht die Absicht habe, sich daran zu beteiligen oder Geld dafür zur Verfügung zu stellen.
Am 19. März 1986 erzielten Bundeskanzler Helmut Kohl und US-Verteidigungsminister Caspar Weinberger bei einem Treffen auf dem Truppenübungsplatz Grafenwöhr grundsätzliche Übereinstimmung über die Abkommen zur strategischen Verteidigungsinitiative (SDI) und zum Technologietransfer.
Am 28. März 1986 wurden die beiden geheimen Abkommen zwischen den USA und der Bundesrepublik von Bundeswirtschaftsminister Martin Bangemann und US-Verteidigungsminister Caspar Weinberger in Washington, D.C. unterzeichnet.
Auf einem Forum der 51. Tagung der Deutschen Physikalischen Gesellschaft (DPG) am 2. April 1987 waren die Wissenschaftler der Ansicht, dass die von den USA geplante Strategic Defense Initiative (SDI) nicht realisierbar ist.
Nach dem Mauerfall am 9. November 1989 und der Auflösung der Sowjetunion am 31. Dezember 1991 wurde die Umsetzung des Abkommens nicht weiter verfolgt.

## Fiktion und Pop-Kultur
- Der Sci-Fi-Roman Silver Tower von Dale Brown spielt auf einer Weltraumstation, welche mit einem Skybolt genannten System zur Verteidigung gegen ICBMs ausgerüstet ist, um eine sowjetische Invasion des Irans zu verhindern.  Diese Station taucht auch wieder in Browns Roman Strike Force aus dem Jahre 2007 auf.
- Tom Clancys Roman Der Kardinal im Kreml behandelt ein Wettrennen zwischen den USA und der UdSSR, ein Laser-basiertes SDI-System zu entwickeln.
- In Homer Hickams Roman Back to the Moon werden Überbleibsel einiger SDI-Waffen verwendet, um die Crew des Shuttles Columbia zu töten.
- Der Roman Warday von Whitley Strieber beschreibt einen nuklearen Präventivschlag der UdSSR gegen die Vereinigten Staaten, um das Aufstellen eines umfassenden Abwehrschirms, wie das SDI ihn vorsieht, zu verhindern.
- In Larry Bonds Roman Cauldron wurden im Zuge des GPALS-Systems ebenfalls Brilliant Pebbles im Orbit stationiert. Diese werden dazu genutzt, französische und deutsche Militärsatelliten zu zerstören.
- Die Videospielreihe Civilization enthält mehrere Referenzen auf Abwehrsystem gegen ICBMs, ganz ähnlich dem SDI.
- 1986 veröffentlichte Cinemaware das Arcade-Spiel S.D.I., welches das SDI-Programm in einer alternativen Zeitlinie als Handlungsmittelpunkt hat.
- Die Filmkomödie Was für ein Genie erzählt die Geschichte einer Gruppe von Physikstudenten, welche getäuscht werden, um ein Weltraumlaser-basiertes Waffensystem für die Air Force zu entwickeln.
- In RoboCop wird innerhalb eines Nachrichtenbeitrags erwähnt, wie die Abwehrplattform Peace im Weltraum eine Fehlfunktion erleidet, abstürzt und Verwüstungen in Kalifornien verursacht.
- Spione wie wir folgt einem Duo 'Spione', welche den Auftrag erhalten, eine sowjetische Rakete in Richtung der USA abzufeuern, um eine Vergrößerung des SDI-Programms zu rechtfertigen.
- In der zweiten Staffel der Fernsehserie Nikita aus dem Jahre 2010 versucht eine Schurkenregierung den US-Präsidenten mithilfe eines zurückgelassenen SDI-Lasers zu erpressen.
- In der letzten Episode der Fernsehserie Das A-Team stiehlt ein Mädchen gefälschte Pläne für ein SDI-System, unter der Annahme sie seien echt, um ihren Vater daran zu hindern, diese an sowjetische Agenten zu verkaufen.